# Autonomer Kreis der Aginer Burjaten
| Autonomer Kreis der Aginer Burjaten \| \| \| \| Flagge \| Wappen \| | Autonomer Kreis der Aginer Burjaten \| \| \| \| Flagge \| Wappen \| |
| Lage in Russland                                                    | Lage in Russland                                                    |
| ------------------------------------------------------------------- | ------------------------------------------------------------------- |
| Staat:                                                              | Russland                                                            |
| Föderationskreis:                                                   | Sibirien                                                            |
| Fläche:                                                             | 19.300 km²                                                          |
| Einwohner:                                                          | 74.232 (1. Januar 2006)                                             |
| Hauptstadt:                                                         | Aginskoje                                                           |
| Bevölkerungsdichte:                                                 | 3,8 Einwohner je km²                                                |
| Kfz-Kennzeichen:                                                    | 80                                                                  |
| Flagge                                                              | Wappen                                                              |
| Flagge                                                              | Wappen                                                              |

Der Autonome Kreis der Aginer Burjaten (russisch Агинский Бурятский автономный округ Aginski Burjatski awtonomny okrug) ist eine ehemalige Verwaltungsregion (Autonomer Kreis) in Russland. Er lag als Enklave innerhalb der Oblast Tschita und wurde mit dieser 2008 zur Region Transbaikalien vereinigt.

## Geografie
Der kleine Autonome Kreis lag im südöstlichen Sibirien nahe der mongolischen Grenze. Er war völlig von der Oblast Tschita eingeschlossen und bildete somit eine Enklave.
Auf dem Territorium des Kreises lag der 1999 eingerichtete Nationalpark Alchanai.

## Bevölkerung
Titularnation waren die Burjaten, ein mongolisches Volk, das unter anderem auch in der russischen Republik Burjatien lebt. Die Burjaten machten bei der Volkszählung 2002 45.149 (= 62,52 %) der Bevölkerung aus. Daneben ermittelten die Statistiker 25.366 (= 35,13 %) Russen und 390 (= 0,54 %) Tataren. Die Gesamtbevölkerung betrug 2002 72.213 Personen.
| Volksgruppe | VZ 1959 | VZ 1959 | VZ 1970 | VZ 1970 | VZ 1979 | VZ 1979 | VZ 1989 | VZ 1989 | VZ 2002 | VZ 2002 |
| Volksgruppe | Anzahl  | %       | Anzahl  | %       | Anzahl  | %       | Anzahl  | %       | Anzahl  | %       |
| ----------- | ------- | ------- | ------- | ------- | ------- | ------- | ------- | ------- | ------- | ------- |
| Burjaten    | 23.374  | 47,6 %  | 33.117  | 50,4 %  | 35.868  | 52,0 %  | 42.362  | 54,9 %  | 45.149  | 62,5 %  |
| Russen      | 23.857  | 48,6 %  | 28.966  | 44,0 %  | 29.098  | 42,1 %  | 31.473  | 40,8 %  | 25.366  | 35,1 %  |
| Tataren     | 320     | 0,7 %   | 1.053   | 1,6 %   | 840     | 1,2 %   | 611     | 0,8 %   | 390     | 0,5 %   |
| Ukrainer    | 458     | 0,9 %   | 788     | 1,2 %   | 810     | 1,2 %   | 823     | 1,1 %   | 190     | 0,3 %   |
| Ewenken     | 42      | 0,1 %   | 177     | 0,3 %   | 226     | 0,3 %   | 166     | 0,2 %   | 164     | 0,2 %   |
| Baschkiren  | 36      | 0,1 %   | 385     | 0,6 %   | 300     | 0,4 %   | 237     | 0,3 %   | 126     | 0,2 %   |
| Andere      | 1.022   | 2,1 %   | 1.252   | 1,9 %   | 1.893   | 2,7 %   | 1.516   | 2,0 %   | 828     | 1,1 %   |
| Einwohner   | 49.109  | 100 %   | 65.768  | 100 %   | 69.035  | 100 %   | 77.188  | 100 %   | 72.213  | 100 %   |

## Geschichte

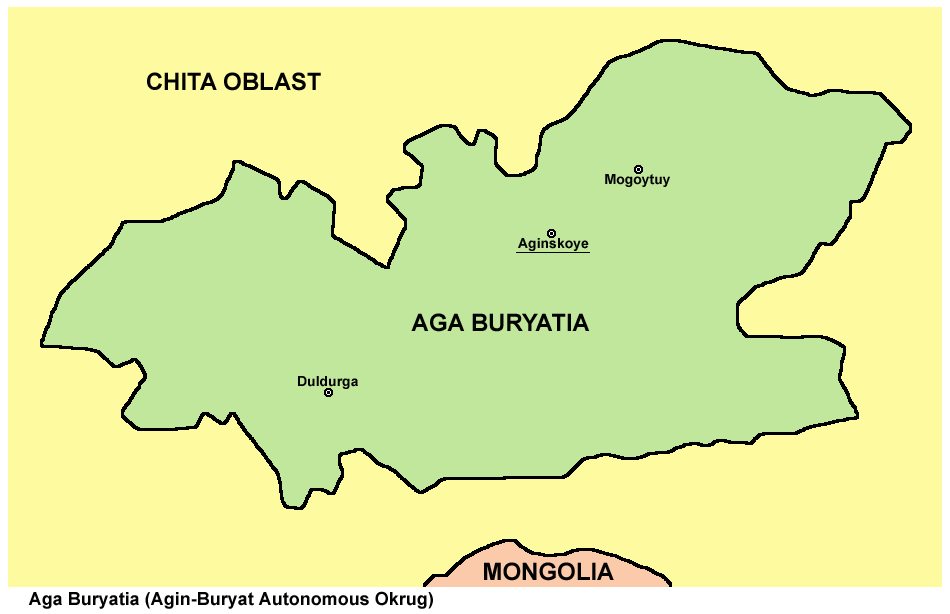
Gebiet

Das Gebiet der Aginer Burjaten kam 1648 zu Russland. Schon bald darauf setzte die russische Besiedlung ein. 1937 wurde der Nationale Kreis der Aginer Burjat-Mongolen im Rahmen der RSFSR gegründet. Er wurde 1958 in Nationaler Kreis der Aginer Burjaten und gemäß der Verfassung von 1977 in Autonomer Kreis der Aginer Burjaten umbenannt. Nach dem Zerfall der Sowjetunion wurde er 1992 ein Föderationssubjekt Russlands. Am 1. März 2008 wurde der Autonome Kreis mit der Oblast Tschita zu einer größeren Verwaltungseinheit, der Region Transbaikalien, vereinigt. Seit 2008 besteht innerhalb der Region Transbaikalien der Okrug der Aginer Burjaten als Verwaltungseinheit ohne Autonomie innerhalb der Russischen Föderation.
Regierungschef war bis 2008 Bair Bajaschalanowitsch Schamsujew.

## Wirtschaft
Die traditionellen Wirtschaftszweige der Burjaten sind die Pferde- und die Kamelzucht, die auch heute noch bedeutend sind. Eine Rolle spielte der Bergbau, gefördert werden unter anderem Gold und Bismut. Wichtige Industriezweige waren die Metallverarbeitung und die Energiegewinnung.

## Verwaltungsgliederung
(Einwohner am 1. Januar 2006)
| Rajon     | Einwohner | Stadtbevölkerung | Dorfbevölkerung | Verwaltungssitz |
| Aginskoje | 31.044    | 18.140           | 12.904          | Aginskoje       |
| Duldurga  | 15.743    | –                | 15.743          | Duldurga        |
| Mogoitui  | 27.445    | 9.349            | 18.096          | Mogoitui        |

## Städte
Hauptstadt und einzige größere Stadt des Kreises war Aginskoje. Im Kreis gab es keine Orte mit Stadtrecht, sondern neben den Dörfern nur 4 städtische Siedlungen.
| Städt. Siedlung | Russischer Name | Rajon     | Einwohner (1. Januar 2006) |
| --------------- | --------------- | --------- | -------------------------- |
| Aginskoje       | Агинское        | Aginskoje | 13.074                     |
| Mogoitui        | Могойтуй        | Mogoitui  | 9.349                      |
| Nowoorlowsk     | Новоорловск     | Aginskoje | 2.897                      |
| Orlowski        | Орловский       | Aginskoje | 2.169                      |